# Myiagra erythrops
El monarca de Palaos (Myiagra erythrops) es una especie de ave paseriforme de la familia Monarchidae endémica de Palaos, en la Micronesia.